# Reinhold Wilhelm von Essen
Reinhold Wilhelm von Essen, född 1669 i Estland, död den 3 maj 1732 i Uleåborgs församling i Österbottens län, var en svensk militär.

## Biografi
Reinhold Wilhelm von Essen blev volontär vid livgardet 1686, förare vid Vellingks regemente 1687, fänrik vid Tiesenhausens svenska regemente i Nederländerna den 26 september 1688 och kapten där 1695, ryttmästare vid Tiesenhausens livländska kavalleriregemente den 1 augusti 1700. Han deltog i slaget vid Narva 1700. Den 12 november 1712 blev han överstelöjtnant vid Åbo läns infanteriregemente och den 26 november samma år vid Taubes dragonregemente. Han var överste och tillförordnad chef för Åbo läns infanteriregemente från den 23 november 1713 till 1716, generaladjutant den 18 mars 1714 och tillförordnad chef för Bohusläns dragonregemente 1716–1719. Han deltog i fälttåget mot Norge 1718. Den 25 juni 1719 upphöjdes han i friherrligt stånd. Han var landshövding i Österbottens län från den 23 mars 1720 till sin död. Den 25 juni 1720 befordrades han till generalmajor i infanteriet.
Reinhold Wilhelm von Essen var son till major Gustaf Johan von Essen och Gertrud Elisabet von Ram. Han var gift två gånger: första gången 1703 med Sofie Helena von Dellvig (död 1714) och andra gången 1715 med Margareta Christina Frölich (född 1683, död 1735).